# Bolotkivți, Ostroh
Bolotkivți (în ucraineană Болотківці) este un sat în comuna Kuteanka din raionul Ostroh, regiunea Rivne, Ucraina.

## Demografie
Componența lingvistică a localității Bolotkivți
     Ucraineană (100%)
Conform recensământului din 2001, toată populația localității Bolotkivți era vorbitoare de ucraineană (100%).